# MTR (نرم‌افزار)
MTR (انگلیسی: MTR) یک برنامه کامپیوتری است که توابع تریس روت  و پینگ را در یک ابزار تشخیصی یک شبکه ترکیب می‌کند.